# Olga Bezsmertna
Olga Bezsmertna (ukr.: Ольга Безсмертна; Bohuslav, Ukrajina, 6. kolovoza 1983.) ukrajinska je operna sopranistica koja radi u Bečkoj državnoj operi. Tamo je bila angažirana nakon pobjede na natjecanju „Neue Stimmen” 2011., a ubrzo je ostvarila glavne uloge poput Dvořákove „Rusalke” i Rachel u Halévyjevu „La Juive”. Pojavila se kao Tatjana u „Jevgeniju Onjeginu” Čajkovskog u Operi u Zürichu, kao Diana u Cavallijevom „La Calisto” u La Scali u Milanu i kao grofica u Mozartovom „Figarovom piru” u Bavarskoj državnoj operi.
Olga Bezsmertna rođena je u Bohuslavu. Studirala je pjevanje na Kijevskom konzervatoriju, koji je diplomirala 2010. Već 2007. angažirana je na festivalu Oder-Spree. Bezsmertna je bila uspješna na nekoliko međunarodnih natjecanja između 2006. i 2011. Kada je 2011. osvojila prvu nagradu „Neue Stimmen”, Dominique Meyer, ravnatelj Bečke državne opere, predvodio je žiri, te ju je sljedeće godine angažirao za svoju kuću. Njezina prva uloga bila je Lora u Wagnerovom „Die Feenu” 19. ožujka 2012. Deset dana kasnije, pojavila se kao Dama u Hindemithovom „Cardillacu”. Nadalje je tamo nastupila kao Pamina i Prva dama u Mozartovoj „Die Zauberflöte”, Donna Elvira u „Don Giovanniju” i Grofica u „Figarovom piru”. Godine 2014. pojavila se u naslovnoj ulozi Dvořákove „Rusalke”, a sljedeće godine kao Rachel u Halévyjevom „La Juive”. Na Bečkom opernom balu 2015. Bezsmertna je pjevala ariju "Dove sono" iz Figarovog pira. U ljeto 2015. pjevačica je debitirala kao Marzelline u Beethovenovom „Fideliju” na Salzburškom festivalu, u postavi Clausa Gutha i dirigenta Franzu Welser-Möstu. Pjevala je u Straussovoj „Die Liebe der Danae” na Salzburškom festivalu  i debitirala u Operi u Zürichu kao Tatjana u „Jevgeniju Onjegin”u Čajkovskog u sezoni 2017/2018. Godine 2021. debitirala je kao Diana u Cavallijevom „La Calisto” u La Scali. Godine 2022. pojavila se kao grofica u Bavarskoj državnoj operi.
Radi s dirigentima kao što su: Valery Gergiev, Ádám Fischer, Alain Altinoglu, James Conlon i Christian Thielemann.
Udana je i majka dvoje djece. Njezin je suprug studirao teologiju.